# Evening Star
Evening Star – drugi album duetu Fripp & Eno, wydany w 1975 roku przez wytwórnię Island Records.

## Lista utworów
1. „Wind on Water” – 5:30
2. „Evening Star” – 7:48
3. „Evensong” – 2:53
4. „Wind on Wind” (Brian Eno) – 2:56
5. „An Index of Metals” – 28:36

## Twórcy
- Robert Fripp – gitara
- Brian Eno – instrumenty klawiszowe